# 安德烈·勒梅爾
安德烈·勒梅爾（法語：André-Alfred Lemierre，1875年7月30日—1956年）是一名法國細菌學家。
他曾在巴黎學習，1896年成為外科醫生，1900年成為內科醫生，於1904年獲得博士學位，1912年成為醫院醫生，後來在比夏醫院工作。1913年，他被授予學士學位，1926年晉升為細菌學教授。他的著作涉及敗血症、斑疹傷寒、膽道和尿道感染、腎臟疾病等方面的研究。1936年，他在巴黎克勞德·貝爾納醫院擔任細菌學家時，他描述了勒梅爾症候群。